# Diplospora stylosa
Diplospora stylosa är en måreväxtart som beskrevs av Henry Nicholas Ridley. Diplospora stylosa ingår i släktet Diplospora och familjen måreväxter. Inga underarter finns listade i Catalogue of Life.